# Mike Shrimpton
Michael John Froud Shrimpton (* 23. Juni 1940 in Feilding, Neuseeland; † 23. Juni 2015 in Hastings, Neuseeland) war ein neuseeländischer Cricketspieler, der zwischen 1963 und 1974 für die neuseeländische Nationalmannschaft spielte.

## Aktive Karriere
Shrimpton absolvierte sein First-Class-Debüt in der Saison 1961/62 und spielte in der Folge zunächst für die Central Districts. Sein Test-debüt in der Nationalmannschaft folgte im März 1963 bei der Tour gegen England. Doch konnte er sich nicht fest im Team etablieren und so schied er im Folgejahr gegen Südafrika bei seinem einzigen Einsatz mit zwei Mal 0 Runs aus. Bei der Tour gegen England in der Saison 1965/66 kam er in allen drei Tests zum Einsatz und erzielte als beste Leistung 38 Runs. Als England in der Saison 1970/71 erneut nach Neuseeland kam spielte er als All-rounder und konnte im ersten Test 3 Wickets für 35 Runs als Bowler und im zweiten Spiel 46 Runs am Schlag erreichen. Seine letzte Tour spielte er in der Saison 1973/74 in Australien, wo er jedoch nicht mehr herausragen konnte. Sein letztes First-Class-Spiel absolvierte er in der Saison 1979/80.

## Nach der aktiven Karriere
Nach seinem Rücktritt widmete er sich dem Coaching und begleitete in dieser Funktion die neuseeländische Frauen-Nationalmannschaft beim Gewinn des Women’s Cricket World Cup 2000. Im Juni 2015 verstarb er im Alter von 74 Jahren.